# Solana (blokklánc platform)
A Solana egy blokklánc platform, amely proof-of-stake konszenzus mechanizmust használ az okosszerződések funkcionalitásának biztosítására. Natív kriptovalutája a SOL.
A Solanát 2020-ban indította a Solana Labs, amelyet Anatolij Jakovenko és Raj Gokal 2018-ban alapított. A blokklánc több jelentős leállást tapasztalt, meghackelték, illetve csoportos pert indítottak a platform ellen.
A Solana teljes piaci kapitalizációja 55 milliárd USD volt 2022 januárjában. 2022 végére azonban az FTX kriptotőzsde csődjét követően körülbelül 3 milliárd dollárra esett vissza az értéke. A kriptovaluta piac 2023-as általános erősödését követően a piaci kapitalizációja 7 milliárd dollárra emelkedett.

## Jellemzői
A vállalat fehér könyve szerint a Solana proof-of-stake modellt használja a hálózat konszenzus megteremtésére. The New York Times és a Financial Times az Ethereum alternatívájaként aposztrofálta a blokkláncát.

## Története
A Solana először 2020 márciusában vált publikussá a felhasználók számára, az első blokk pedig 2020. március 16-án került generálásra. A Solana blokkláncot az okosszerződések és különösen a decentralizált alkalmazások alkalmazására tervezték. Ugyanakkor az egyidejű tranzakciók nagy száma miatt a Solana blokklánc több alkalommal is leállt.
2021 júniusában a Solana Labs 314 millió dollár értékben eladta natív kriptovaluta tartalékát, a SOL-t az Andreessen Horowitz és a Polychain Capital által vezetett befektetőtársaságoknak.
2022. július 1-jén csoportos keresetet indítottak a Solana ellen. Azzal vádolták a Solanát, hogy 2020. március 24-től kezdődően SOL token formájában értékesített regisztrálatlan értékpapír-tokeneket, illetve a Solana szándékosan félrevezette a befektetőket a SOL tokenek teljes kereskedelmi forgalomban lévő számát illetően. A per értelmében Anatolij Jakovenko, a Solana Labs alapítója 2020 áprilisában több mint 11,3 millió tokent adott kölcsön egy árjegyzőnek, és ezt az információt nem hozta nyilvánosságra. A per során a felperesek azt állították, hogy a Solana kijelentette, hogy ezzel az összeggel csökkenti a kínálatot, de valójában csak 3,3 millió tokent vont be.
2022. augusztus 3-án 9231 Solana pénztárcát törtek fel mialatt négy Solana pénztárca címe körülbelül 8 millió dollárt lopott el az áldozatoktól. A cég kijelentette, hogy a feltörést a Slope Finance digitális pénztárca szoftvere okozta.
2023 áprilisában a Solana piacra dobta a Solana Saga nevű Android okostelefont, amelyre több Solana-alapú decentralizált alkalmazás (dapp) lett előre telepítve.
2023 júniusában a SEC beperelte a Coinbase kriptovaluta váltót, azzal vádolván, hogy a Solana és a platform által kínált tizenkét másik valuta megbukott a Howey-teszten, és emiatt értékpapírnak minősülnek. A vádpontok értelmében a Coinbase illegálisan megkerülte a nyilvánosságra hozatali követelményeket azzal, hogy kereskedésre ajánlotta ezeket a tokenekeket a felhasználóinak. A SEC ezt megelőzően márciusban Wells értesítést adott ki a Coinbase váltónak.

### Piaci értéke
A SOL tokenek értéke erősen ingadozott a hálózat indulása óta. A Solana blokklánc piaci kapitalizációja 2021 szeptemberében meghaladta a 63 milliárd dollárt, majd 2021 novemberének elején elérte a 74 milliárd dollárt. A blokklánc platform népszerűsége ebben az időben részben az NFT-k iránti általános érdeklődésnek tudható be.
2022 novemberében a Solana ára 40 százalékkal esett egy nap alatt az FTX kriptotőzsde csődjét követően, az Alameda Research pánikeladási tevékenysége következtében. A SOL token akkoriban az Alameda portfóliójában a második legnagyobb mennyiségű kriptovaluta volt, az FTX 982 millió dollár értékű SOL tokent birtokolt. 2022 végére a Solana több mint 50 milliárd dollárt veszített értékéből az év eleje óta. 2023 elejétől március 15-ig, ami egybeesik a kriptovaluta piacok általános emelkedő trendjével, a Solana értéke 100 százalékkal nőtt, ezzel 7 milliárd dolláros piaci kapitalizációra szert téve. 2023 június 11-én a Solana egy nap alatt közel 30%-ot zuhant, miután a SEC bejelentette, hogy bíróság előtt bizonyítaná, hogy a Solana egy értékpapírnak felel meg. Ennek hatására a nagy váltók elkezdték felszámolni SOL pozícióikat, beleértve a Robinhoodot.

## Leállások
A Solana blokklánc több jelentős leállást is elszenvedett az elmúlt években.
2021. szeptember 14-én a Solana blokklánc offline állapotba került, miután a tranzakciók megugrása miatt a hálózat forkot hajtott végre, és a különböző validátorok nem tudtak konszenzusra jutni a hálózat állapotáról. A hálózatot másnap, 2021. szeptember 15-én állították újra online. A leállás összesen körülbelül 17 óráig tartott.
A Solana blokklánc 2022. május 1-jén ismét offline állapotba került, a kimaradás nagyjából hét óráig tartott, akkor a botok küldték offline állapotba. A blokklánc 2022. május 31-én ismét offline állapotba került, egy a blokklánc offline tranzakciók feldolgozásával kapcsolatos hiba miatt. Ez a kiesés körülbelül négy és fél óráig tartott.
2022. október 1-jén a Solana hálózat 6 órára leállt a validátor kliens konszenzusos hibája miatt, amely lehetővé tette egy rosszul konfigurált csomópontnak több érvényes, de eltérő blokk közzétételét.
A Solana kiesései gyakran a hálózat natív SOL tokenjének értékének csökkenéséhez vezettek.

## Fordítás
Ez a szócikk részben vagy egészben  a   Solana (blockchain platform) című angol Wikipédia-szócikk ezen változatának fordításán alapul.  Az eredeti cikk szerkesztőit annak laptörténete sorolja fel. Ez a jelzés csupán a megfogalmazás eredetét és a szerzői jogokat jelzi, nem szolgál a cikkben szereplő információk forrásmegjelöléseként.